# Pietro Mondello
Die Pietro Mondello ist eine Doppelendfähre der italienischen Reederei Caronte & Tourist. Die Fähre verkehrt über die Straße von Messina und verbindet Sizilien mit dem italienischen Festland.

## Geschichte
Die im Februar 2022 bestellte Fähre wurde unter der Baunummer 60 auf der türkischen Werft Sefine Shipyard gebaut. Der Bau der Fähre begann mit dem ersten Stahlschnitt im November 2022. Die Kiellegung fand am 21. Dezember 2022, der Stapellauf im Dezember 2023 statt. Dabei handelte es sich um das Aufschwimmen der Fähre in einem Schwimmdock, in das die Fähre nach den Stahlarbeiten für den Rohbau, die in einer Schiffbauhalle der Werft durchgeführt worden waren, gezogen worden war. Die Fertigstellung und Ablieferung der Fähre erfolgte im Dezember 2024.
Die Fähre wurde am 20. Dezember 2024 in Dienst gestellt und verkehrt über die Straße von Messina zwischen Messina und Villa San Giovanni. Namensgeber der Pietro Mondello ist der Vater von Olga Mondello Franza, Präsidentin von Caronte & Tourist.
Die Fähre des Typs LMG 290-DEG wurde vom norwegischen Schiffsarchitekturbüro LMG Marin entworfen. Sie ist ein Schwesterschiff der ebenfalls für die Reederei Caronte & Tourist gebauten Elio. Die beiden Fähren unterscheiden sich bei den technischen Daten des Antriebs.

## Technische Daten und Ausstattung
Die Fähre verfügt über einen diesel-/gaselektrischen Hybridantrieb. Sie wird von zwei Elektromotoren mit jeweils 2700 kW Leistung angetrieben. Die Elektromotoren treiben zwei Propellergondeln mit Zugpropellern an den beiden Enden der Fähre an. Zusätzlich stehen zwei ausfahrbare Propellergondeln zur Verfügung, die von Elektromotoren mit jeweils 850 kW Leistung angetrieben werden. Die Stromerzeugung erfolgt durch Generatoren, die von drei Wärtsilä-Dual-Fuel-Motoren des Typs 6L34DF mit jeweils 2850 kW Leistung angetriebenen werden. Die Motoren können Dieselkraftstoff oder Flüssigerdgas betrieben werden. Darüber hinaus ist die Fähre mit Akkumulatoren mit einer Kapazität von 2034 kWh ausgestattet, die in erster Linie für den Antrieb der Fähre im Hafen sowie für die Stromversorgung am Liegeplatz vorgesehen sind, so dass die Fähre im Hafen und während der Liegezeit emissionsfrei betrieben werden kann, aber auch zur Unterstützung des Antriebs auf See genutzt werden können.
Das Schiff ist mit einem Schiffsstabilisator mit Schlingertanks ausgerüstet.
Die Fähre verfügt über sieben Decks, davon zwei Fahrzeugdecks. Auf dem Hauptdeck befindet sich ein geschlossenes Fahrzeugdeck. Das darüber liegende Fahrzeugdeck als durchlaufendes Fahrzeugdeck mit sieben Fahrspuren ist über herunterklappbare Rampen an beiden Enden der Fähre zugänglich, das Fahrzeugdeck auf dem Hauptdeck ist über Rampen an Bord zugänglich. Das obere Fahrzeugdeck ist im mittleren Bereich der Fähre durch die Decksaufbauten überbaut. Die nutzbare Durchfahrtshöhe auf den Fahrzeugdecks beträgt 5 m, die maximale Achslast beträgt 13 t. Auf zwei Decks der Decksaufbauten befinden sich die Einrichtungen für die Passagiere sowie an den Enden der Decks jeweils offene Deckbereiche mit Sitzgelegenheiten. Das Steuerhaus ist mittig auf die Decksaufbauten aufgesetzt.
Auf den Fahrzeugdecks stehen 628 Spurmeter zur Verfügung. Es können 290 Pkw befördert werden. Die Kapazität der Fähre beträgt 1500 Passagiere. In den Wintermonaten ist die zugelassene Passagierkapazität auf 900 Personen reduziert.